# Hawise av Normandie
Hawise av Normandie, född 970-talet, död 1034, var hertiginna av Bretagne som gift med Gottfrid I av Bretagne, och Bretagnes regent mellan 1008 och 1024 för sin minderåriga son Alan III av Bretagne.